# حوض انبار
حوض انبار، روستایی در دهستان آب رئیس بخش بزمان شهرستان ایرانشهر در استان سيستان و بلوچستان ایران است.

## جمعیت
بر پایه سرشماری عمومی نفوس و مسکن در سال ۱۳۹۵، جمعیت این روستا برابر با ۵۸ نفر (۱۶ خانوار) بوده‌است.